# Sablons sur Huisne
Sablons sur Huisne ist eine französische Gemeinde mit 1.983 Einwohnern (Stand 1. Januar 2022) im Département Orne in der Region Normandie. Sie gehört zum Arrondissement Mortagne-au-Perche und zum Kanton Bretoncelles.
Sie entstand mit Wirkung vom 1. Januar 2016 als Commune nouvelle durch die Zusammenlegung der bisherigen Gemeinden Condé-sur-Huisne, Condeau und Coulonges-les-Sablons, die in der neuen Gemeinde den Status einer Commune déléguée haben. Der Verwaltungssitz befindet sich im Ort Condé-sur-Huisne.

## Gliederung
| Ortsteil                           | ehemaliger INSEE-Code | Fläche (km²) | Einwohnerzahl zum 1. Januar 2022 |
| ---------------------------------- | --------------------- | ------------ | -------------------------------- |
| Condé-sur-Huisne (Verwaltungssitz) | 61116                 | 17,51        | 1.241                            |
| Condeau                            | 61115                 | 15,28        | .0353                            |
| Coulonges-les-Sablons              | 61125                 | 19,57        | .0389                            |

## Lage
Sablons sur Huisne liegt rund 7 Kilometer nordöstlich von Nogent-le-Rotrou im Regionalen Naturpark Perche. Das Gemeindegebiet wird von den Flüssen Huisne und Corbionne durchquert.